# JAPANNEXT
株式会社JAPANNEXT（ジャパンネクスト）は、千葉県いすみ市に所在する企業。低廉な液晶ディスプレイの製造を手がける。創業は千葉県長生郡一宮町。代表者はフランス人社長で創業者のベッカー・サムエル。
本項では同社ECサイトを運営している株式会社ATLANTIS（アトランティス）についても触れる。

## 沿革
- 2006年（平成18年）3月 - 青桜株式会社として設立[1]。
- 2011年（平成23年）
  - 6月 - 株式会社ATLANTISを設立[6]。
  - 11月17日 -「JAPANNEXT」を商標出願（のちに抹消[7]）。
- 2014年（平成26年）12月15日 - ATLANTISが「JAPANNEXT」ブランドの液晶ディスプレイを発売[6]。
- 2015年（平成27年）
  - 11月20日 -「JAPANNEXT」を商標出願[8]。
  - 12月21日 - 株式会社JAPANNEXTに社名変更[2]。
- 2019年（平成31年/令和元年）
  - 7月25日 - 所在地を東京都千代田区外神田1丁目9-9へと変更[2]。
- 2022年（令和4年）
  - 4月15日 - 千葉県いすみ市との間で、旧・いすみ市立中川小学校（いすみ市行川字台506番地5）の土地・建物に関する売買契約を締結[9][10]。
  - 12月12日 - 上記所在地に移転。同市に対するふるさと納税の返礼品として液晶ディスプレイを提供開始[11]。
- 2024年（令和6年）4月1日 - 命名権（ネーミング・ライツ）を取得したいすみ鉄道いすみ線・上総中川駅の駅名が「JAPANNEXT上総中川駅」となる[3]。

## 事業所

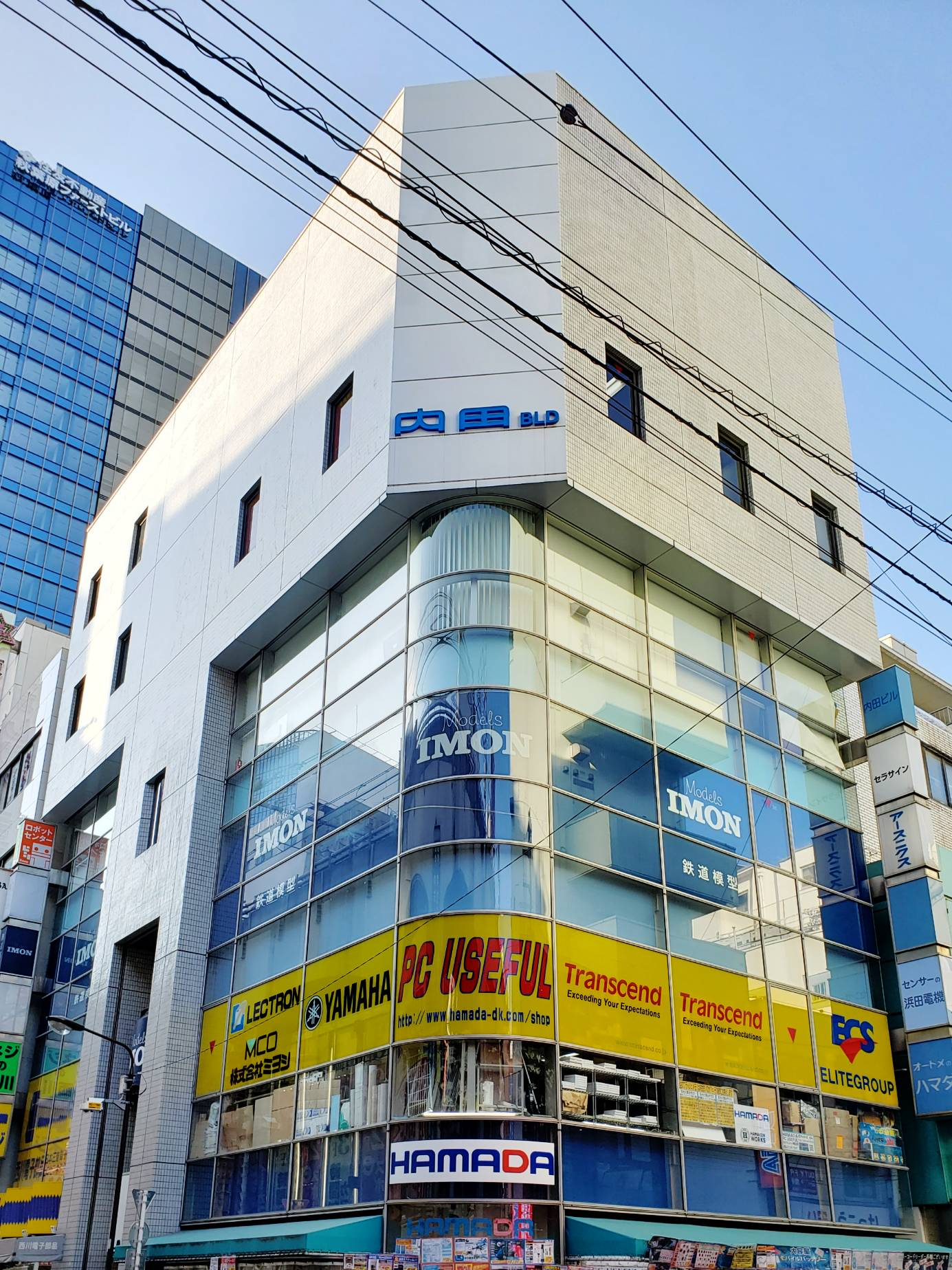
東京営業所が入所する秋葉原・内田ビル（2019年、当時本社所在地）

- 株式会社JAPANNEXT（法人番号：8040001060098）
  - 本社 - 千葉県いすみ市行川506-5[1]（本店又は主たる事務所の所在地[2]）
  - 東京営業所 - 東京都千代田区外神田1-9-9 内田ビル4F[1]
- 株式会社ATLANTIS（法人番号：2040001060475）
  - 本店又は主たる事務所の所在地 - 千葉県長生郡一宮町東浪見7530番地[12]（ただしウェブサイト上では「千葉県いすみ市行川506-5」と表記[4]）

## 評価
同社代表のベッカー・サムエルは2022年、IT関連メディアのアスキーのPR記事の取材に対し下記のように述べた。
将来的には、ソニーのウォークマンのような、まだ世界にないもの・考えつかないものを、いつか日本から世界へ発信できたらと思っています。「JAPANNEXT」という社名も、そこから来ています。—ベッカー・サムエル、ASCII×JAPANNEXT